# Aqaba Sa'an
Der Aqaba Sa’an (auch Aqabe Seat, amharisch ዐቃቤ ሰዐት – Aufseher bzw. Wächter der Stunden) war im frühen kaiserlichen Äthiopien eine hohe kirchliche Funktion. Sie wurde im 13. Jahrhundert von Kaiser Yekuno Amlak (1270–1285) an Iyessus Moa, einem späteren Heiligen der äthiopischen Kirche, als Dank für dessen Hilfe bei der Erlangung der Kaiserkrone übertragen. Um 1400 war der Aqaba Sa’an aus dem Kloster auf der Insel im Hayq-See einer der privilegiertesten Geistlichen des äthiopischen Kirche. Zur Zeit von Kaiser Iyasu I. (1682–1706) gehörte der Aqaba Sa’an zu den einflussreichsten Personen am kaiserlichen Hof. Seine kirchliche Funktion war die höchste Autorität in religiösen Streitfragen. Er entschied darüber, ob das Glaubensbekenntnis des in Alexandria (Ägypten) residierenden Abuna der äthiopischen Kirche als orthodox anerkannt wurde. In seiner weltlichen Funktion regelte der Aqaba Sa’an regelte er den Tagesablauf am kaiserlichen Hof. In den folgenden Jahrhunderten wurde der Aqaba Sa’an immer mehr zu einem weltlichen Würdenträger. Seit der Regentschaft der Kaiserin Zauditu (1916–1930) regelte der Aqaba Sa’an den Tagesablauf des kaiserlichen Hofs, legte Audienzen beim Kaiser fest und legte dem Kaiser Ausarbeitungen für Gespräche mit hohen Würdenträgern aus Kirche und Staat.